# Кебь (присілок)
Кебь (рос. Кебь) — присілок в Псковському районі Псковської області Російської Федерації.
Населення становить 34 особи. Входить до складу муніципального утворення Карамишевська волость.

## Історія
Від 2015 року входить до складу муніципального утворення Карамишевська волость.

## Населення
| 2001 | 2002 | 2010 |
| ---- | ---- | ---- |
| 47   | ↘41  | ↘34  |